# Falaleu
Falaleu – miejscowość w Wallis i Futunie (zbiorowość zamorska Francji), położona na wyspie Uvea, w dystrykcie Hahake. Według spisu powszechnego z 2018 roku, liczy 572 mieszkańców.